# Histoire des dépenses publiques françaises
L'histoire des dépenses publiques françaises est l'évolution temporelle des dépenses publiques de la France, de sa création jusqu'à aujourd'hui.
L'analyse de l'évolution des dépenses publiques se heurte à des difficultés méthodologiques importante. La création récente d'un appareil statistique national et l'absence de données sur les périodes de guerres rendent difficiles les estimations datant d'avant 1959, et a fortiori de la Troisième République.
La structure de la dépense publique a peu changé depuis les années 1980. La rémunération des fonctionnaires pesaient 11 % en 1979, et 11,4 % entre 2000 et 2011. La charge d'intérêts pesait 2,2 % entre 1980 et 1990, contre 2,7 % entre 2000 et 2011. Les prestations et autres transferts ont augmenté de trois points, passant de 25,1 % à 28,8 %. La formation brute de capital fixe passe de 3,2 à 3,1 %. Entre 1978 et 2011, les dépenses d'investissement ont baissé de 0,1 %, les augmentations de fonctionnement courant ont augmenté de 0,1 %, la rémunération des personnels de 0,7 %. Les prestations sociales ont augmenté de 7,4 %. L'augmentation de la dépense publique sur cette période est donc de 11,3 %.
Une analyse approfondie des dépenses témoigne de leur adaptation aux cycles économiques, et semble confirmer la loi de Wagner.

## Sous l'Ancien régime
Il n'existe pas de normes comptables adoptées universellement sous l'Ancien-Régime. La faible lisibilité des comptes publics entraîne des dérapages fréquents des dépenses publiques.

## De la Révolution au Second Empire
La crainte que le niveau des dépenses publiques soit trop élevé est généralisée durant toute la période. Joseph de Villèle dit ainsi à la tribune de la chambre des députés, en 1827, « Saluez, Messieurs, ce budget d'un milliard, vous ne le reverrez plus ». Pourtant, durant la période qui sépare la Révolution française de la Première Guerre mondiale, le poids de la dépense publique n’excède guère 10 à 13 % de la production nationale. Ce poids est stable jusqu'en 1870 environ.
La structure de la dépense publique évolue toutefois au fur de la pacification de l'Europe et de la réduction du nombre et de l'intensité des guerres. Les dépenses militaires chutent de manière régulière de 1833 à 1870, passant d'environ 60 à 30 % des dépenses publiques.
Le volume des dépenses passe de 1,5 milliard d'anciens francs en 1848 à 2 milliards en 1852. La croissance se fait alors plus lente jusqu'en 1876, lorsqu'elles atteignent 3 milliards. Il faudra ensuite attendre 1908 pour qu'elles atteignent 4 milliards.

## Sous la Troisième République

### De la proclamation de la République à la Première guerre mondiale
La Troisième République voit une légère augmentation des dépenses publiques, continuation de la dynamique déjà présente sous le Second Empire. L'augmentation des dépenses publiques est parallèle à l'augmentation de la production intérieure brute, avec une évolution au même rythme. Les dépenses des collectivités locales augmentent plus rapidement que celles de l’État central.
De 1872 à 1912, le taux de croissance de la PIB est d'1,1 %, et celui des dépenses publiques, de 1,6 %.
Les dépenses de fonctionnement augmentent fortement dans les années 1880 et 1890, du fait de la prise en charge de la rémunération des instituteurs par l’État à partir de ces années-là.
Entre 1872 et 1912, le taux de croissance annuel moyen, à prix constants, est d'1,3 % pour la production intérieure brute, 1,6 % pour l'ensemble des dépenses publiques, 1,4 % pour l’État central, et 2,2 % pour les collectivités territoriales.
Les dépenses publiques sont quasiment identiques aux dépenses totales jusqu'à la Première guerre mondiale.
En 1900, l’État pèse pour 72 % des dépenses publiques, et les collectivités locales pour 27 %. La part de l’État recul de 2 points au profit des collectivités en 1912.
Les dépenses sociales pèsent environ 3,4 % des dépenses de l’État en 1909, puis 4,3 % en 1912.
Avant 1914, les dépenses publiques comptent pour environ 14 % du PIB.

### De l'entre-deux-guerres à la Seconde guerre mondiale
La France sort de la Première guerre mondiale exsangue. Les dépenses totales liées au conflit sont estimées à 140 milliards de francs, c'est-à-dire 28 fois le budget de 1914. La dette atteint 150 % du PIB. Il s'agit d'une dette extérieure (66 % de la dette est détenue par des pays ou institutions étrangers). Les dépenses publiques atteignent 30 % du PIB.
L'entre-deux-guerres connaît trois phases. La première est celle d'un fort déficit jusqu'en 1926, puis une période d'équilibre (1926-1929), puis à nouveau des déficits élevés dans les années 1930.
Les dépenses sont élevées en 1920 et 1921 à cause des séquelles de la Première Guerre mondiale, qui impose des plans de reconstruction et de financement hautement déficitaires, dans l'attente du paiement des dommages de guerre par l'Allemagne. C'est un volet spécifique de la loi de finances, appelé "Budget des dépenses recouvrables en exécution des traités de paix", qui est utilisé pour financer cette reconstruction. Ces dépenses, qui engagent principalement l’État, font augmenter la part des dépenses de l’État dans le total des dépenses publiques : en 1920, ses dépenses comptent pour 84,7 % des dépenses totales, contre 15,3 % pour les collectivités territoriales.
Les dépenses atteignent un niveau maximal en 1922 puis régressent jusqu'en 1928. Le ralentissement économique provoque une augmentation jusqu'en 1936, année du pic. Elles baissent en 1937 et 1938.
Les collectivités locales, elles, connaissent une croissance ininterrompue jusqu'en 1935, avec une croissance régulière jusqu'en 1930 (4,3 % en moyenne par an), puis une accélération forte ensuite (7,9 % en moyenne jusqu'en 1935), avant de diminuer les années suivantes. Les dépenses de l'Etat décroissent après leur pic de 84 % en 1920 : elles comptent pour 72 % et 85 % des dépenses totales en 1929 puis en 1938, contre 27 % puis 20 % pour les collectivités territoriales. Les dépenses de la sécurité sociale comptent pour 0,4 % du total des dépenses en 1929, puis 3,4 % en 1938.
L'accélération des dépenses après la Première guerre mondiale est ralentie par le gouvernement Poincaré, qui dirige la France entre 1926 et 1929. La politique d'équilibre budgétaire mise en place provoque une décrue des dépenses de l’État (en valeur relative comme absolue), qui passent de 17,4 % de la PIB en 1925 à 15,8 % en 1926 et 13,6 % en 1929.
Les dépenses civiles commencent à augmenter fortement après 1929, sous l'influence des dépenses d'action sociale ; leur part double presque, passant de 3,2 % en 1929 à 6,0 % en 1938.
En 1926, la dette publique est si élevée que la charge de ses intérêts occupe 41,6% des dépenses de l’État.
La récession qui frappe la France à partir de 1929 entraîne une nouvelle augmentation des dépenses jusqu'en 1935/1936. Le rapport des dépenses à la PIB remonte à la hauteur de 20 % environ sous l'effet de diverses mesures sociales et d'aide à l'économie, avec un pic en 1936 (21,5 %). Les politiques qui creusent les dépenses publiques sont celles de la prise en charge totale de l'enseignement secondaire par l'Etat à compter de 1930, de l'allocation aux anciens combattants la même année, ainsi que les lois sur les assurances sociales. En 1932 est votée une loi sur les allocations familiales obligatoires. Le soutien du prix du blé et les programmes des grands travaux accroissent également les postes des transports et de l'aménagement du territoire.
À partir de 1936, les dépenses chutent à nouveau du fait de la reprise de l'activité économique. La chute est très forte pour les collectivités locales.
En 1938, les dépenses publiques pèsent 28,8 % de la production nationale.
En 1920, le déficit de l’État par rapport à la PIB est de 12,2 %. Le déficit se transforme en excédent en 1929 (+0,9 %), puis retombe en 1938 (-6,3 %).

## Sous le régime de Vichy
Le régime de Vichy adopte une position ambiguë sur la question des dépenses publiques. Si Philippe Pétain considère les fonctionnaires comme en partie responsables de la défaite, il préside à des recrutements en grand nombre dans la fonction publique. Sous le régime de Vichy, l'autoritarisme de l’État le pousse à multiplier ses postes de dépense.
De fait, même en prenant en compte les frais d'occupation, le budget général de l’État française augmente en moyenne de 23 % entre 1940 et 1944, ce qui est exceptionnel. Le directeur du Budget remarque en 1942 que depuis 1939, le budget ordinaire avait cru de 58 %. Aussi, la période voit une nouvelle centralisation des dépenses, qui réduit la part des dépenses des collectivités locales dans les dépenses totales.
Entre 1941 et 1946, les plus importantes augmentations d'effectifs civils de l’État sont au profit de l'économie nationale (+25,49 %), du ministère de l'Intérieur (+25,45 %, du fait des recrutements dans la police et la gendarmerie), du ravitaillement (+25,25 %), des services du chef de l'Etat (+23,9 %, pour subvenir aux dépenses de Pétain), et les travaux publics et transports (+21,6 %).

## Sous la Quatrième République

### Années 1940
La Quatrième République fait face à un bouleversement des dépenses publiques. Les années d'après-guerre sont marquées par d'importantes dépenses de reconstruction, qui concernent essentiellement l'industrie, le commerce, les transports, l'urbanisme et le logement. Le taux de croissance annuel des dépenses publiques est de 8,9 % environ entre 1947 et 1956. Le taux de croissance annuel moyen des dépenses de l’État central est de 8,5 %, contre 11,5 % pour les collectivités territoriales, et 8,9 % pour la sécurité sociale.
La charge de la dette publique diminue relativement après la Seconde guerre mondiale. Elle passe de 41,5 % des dépenses de l’État en 1872 à 19,4 % en 1912, remontant à 23,1 % en 1920, et jusqu'à 41,6 % en 1926. Elle diminue jusqu'à 1,9 % en 1973, pour remonter à 4 % en 1980.
À la sortie de la guerre, l’État doit mobiliser beaucoup de moyens financiers pour les collectivités territoriales et leur reconstruction. En 1945, les transferts de l’État aux collectivités territoriales comptent pour 30 % de leurs dépenses totales. Ce chiffre chute rapidement pour retrouver les 10 % avant le début des années 1950, avant que le chiffre remonte vers 18 % et se stabilise jusqu'en 1959.
La contribution des diverses dépenses à la croissance des dépenses totales de l’État est de 11,4 % pour les pouvoirs publics (qui se stabilisera aux alentours de 13,2 % entre 1959 et 1979), 12,8 % pour le commerce et l'industrie (qui baissera à 6,7 % en moyenne entre 1959 et 1974, puis 4,8 % entre 1974 et 1979), 10,5 % pour le logement et l'urbanisme (qui baissera à environ 5% pendant les vingt années suivantes), 11,8% pour l'éducation (qui doublera sur la période 1959 et 1974 pour atteindre 21,9 %, et qui se stabilisera à 23 % entre 1974 et 1979), 8,1 % pour l'action sociale (qui passera à 15,5 % sous Valéry Giscard d'Estaing), et 5,1 % pour la dette (contre 3 % entre 1959 et 1974, puis 2,8 % sous Valéry Giscard d'Estaing).
En 1947, les dépenses de l’État comptent pour 71 % des dépenses publiques, contre 9,1 % pour les collectivités locales et 19,9 % pour la sécurité sociale. Cela est dû aux dépenses de reconstruction, qui concernent principalement l’État central. Le déficit par rapport à la PIB est de 5,7 %. Les dépenses publiques dans la production nationale sont de 45,5 % en 1948.

### Années 1950
Le taux de croissance annuel moyen des dépenses de l’État sur la période 1950 - 1959 est de 10,8 % pour les pouvoirs publics (contre 8,9 % pour la période suivante, couvrant le mandat du général de Gaulle et de Georges Pompidou) ; de 25,4 % (contre 7,5 %), de 7,3 % pour l'industrie et le commerce (contre 8,2 %), de 3,4 % pour les transports (contre 9,8 %), de 15,6 % pour l'éducation (contre 13,1 %), de 16,8 % pour l'action sociale (contre 11,8 %), de 10 % pour la défense (contre 5,7 %), et pour la dette, de 13,1 % (contre 5,4 %). Le taux de croissance annuel moyen des dépenses étatiques est donc de 10,4 %.
Le contexte politique de la Quatrième République provoque une hausse relative des dépenses publiques liées à la guerre. La charge des dépenses militaires atteint un sommet en 1952 et 1953, puis en 1957, absorbant 29,7% des dépenses publiques. Il faudra attendre 1980 pour les voir passer sous la barre des 15 %.
Les dépenses publiques augmentent fortement durant les deux dernières années de la Quatrième République. La crise financière atteint son apogée en 1956 et 1957, années durant lesquelles les dépenses publiques sont les plus élevées. Les années qui suivront seront celles d'un retour à l'équilibre.
Les dépenses publiques mutent sous la Quatrième République, d'une manière structurelle. Les dépenses liées à la charge de la dette et à la guerre chutent. Ces baisses sont compensées par l'accroissement des dépenses dans les autres domaines civils, comme l'agriculture, le commerce, l'industrie, les transports, le logement, l'aménagement du territoire, l'enseignement et l'action sociale.
La part de l'éducation reste au palier d'environ 9 % des dépenses publiques sur la période de la Quatrième République, un niveau stable depuis 1931. Il dépasse les 11,5 % l'année de l'avènement de la Cinquième République.
L'élasticité des dépenses publiques par rapport à la PIB entre 1947 et 1956 est d'1,44 pour l’État, 2,05 pour les collectivités territoriales, 1,46 pour la sécurité sociale, soit 1,52 pour l’État et les collectivités, et 1,51 pour les trois institutions.

## Sous la Cinquième République

### Présidence de Charles de Gaulle
Le taux de croissance annuel des dépenses publiques est de 5,5 % environ entre 1959 et 1973, et 6,1% entre 1973 et 1978. Les dépenses de l’État central passent d'un taux de croissance de 4,3 % sur la première période à 5 % sur la seconde ; celle des collectivités territoriales, de 6,7 % à 5,3 %. La sécurité sociale, elle, voit son taux de croissance passer de 7,6 % à 8,4 %. De 1960 au moins à 1971 environ, le rapport des dépenses publiques au PIB est supérieur en France à la RFA, aux États-Unis, à l'Italie et au Royaume-Uni (hormis une brève période en 1969). À partir de 1971, la RFA et le Royaume-Uni dépassent la France, et ce jusqu'en 1978.
La dépense d'investissement de l’État est de 4,3 % du PIB en 1959.
En 1956, le déficit par rapport à la PIB est de 8,3 %. En 1965, l'excédent est de 0,4 %.
Au début des années 1960, les dépenses publiques représentent 35 % du PIB. En 1960, la croissance annuelle de la dépense est de 0,1 %.
En 1960, la structure de la dépense publique en 1960 : 9 % d'investissement, 41 % de fonctionnement, 32 % de prestations sociales, 3 % de charges d'intérêt.
Les dépenses d'éducation dépassent les dépenses militaires en 1967.
Entre 1956 et 1974, l'élasticité des dépenses publiques par rapport à la PIB est de 0,73 pour l’État, 1,34 pour les collectivités, 1,47 pour la sécurité sociale, soit 0,85 pour l’état et les collectivités, et 1,01 pour les trois institutions combinées.

### Présidence de Georges Pompidou
Entre 1959 et 1973, l'élasticité des dépenses publiques par rapport au PIB est de 0,87 pour les dépenses de l’État, 1,12 pour les collectivités territoriales, 1,20 pour la sécurité sociale ; soit 0,92 pour l'Etat et les collectivités, et 1 % pour les trois institutions combinées.
Les dépenses publiques sont cantonnées entre 38 et 43 % du PIB entre 1955 et 1974.
La charge de l'intérêt de la dette reste faible entre 1972 et 1974, à hauteur de 0,5 % du PIB/an. Il augmentera dans les années suivantes.

### Présidence de Valéry Giscard d'Estaing
Le taux de croissance annuel moyen des dépenses de l'Etat est de 12,1 % entre 1974 et 1979, contre 8,9 % entre 1959 et 1974 ; de 5 % pour l'agriculture, contre 7,5 % entre 1959 et 1974 ; de 11 % pour le logement et l'urbanisme, contre 4,3 % ; de 16 % pour l'action sociale, contre 12% ; de 12 % pour la défense, contre 5,7 % ; de 19,7 % pour la dette, contre 5,4 %.
Le premier choc pétrolier, la chute de la croissance de la productivité française et la fin du cycle de croissance des Trente Glorieuses provoquent alors une baisse de l'activité, une réduction du taux d'accroissement des recettes, et une augmentation des dépenses publiques. Celles-ci passent de 40 % du PIB en 1971 à 46 % en 1975, puis 48 % en 1980. Les dépenses de l’État connaissent une chute à partir de 1958, passant de 25 % du PIB environ à 22 % en 1974, avant de remonter brutalement en 1975 et de se stabiliser.
La relance budgétaire de Jacques Chirac provoque la hausse des dépenses publiques la plus élevée enregistrée entre les années 1960 et les années 2020, avec un accroissement du volume de 13 %.
L’État est en équilibre budgétaire en 1965 puis de 1969 à 1974.
En 1971, l’État ne compte plus que pour 54 % des dépenses, contre 16,2 % pour les collectivités, et 29 % pour la sécurité sociale. En 1978, l’État pèse 50 % pour la première fois du fait d'une augmentation des dépenses de sécurité sociale (33,4 %), malgré une stagnation des dépenses des collectivités (16,6 %). En 1980, la part des dépenses de l’État passent sous les 50 % (49,9 %).
Entre 1973 et 1978, l'élasticité des dépenses publiques par rapport au PIB est de 1,16 pour les dépenses de l’État, 1,19 pour celles des collectivités territoriales, 1,43 pour celles de la sécurité sociale, 1,17 pour celles de l’État et des collectivités, et 1,25 pour celles des trois institution combinées.
Sous l'effet de la crise économique et de la fin des Trente glorieuses, les dépenses d'action sociale prennent une place de plus en plus importante au cours des années 1970. À partir de 1975, elles deviennent le deuxième poste de dépense civil.
La progression en volume de la dépense publique ralentit à partir du milieu des années 1990. Le rythme d'augmentation passe alors à 2% contre 3% sur la période des années 1980.
En 1980, les dépenses éducatives pèsent 21,2 % des dépenses de l’État.
La relance déguisée de Raymond Barre à la fin du mandat de Valéry Giscard d'Estaing provoque une hausse des dépenses publiques entre 1979 et le début de l'année 1981 : elles passent de 2 à 3 % de croissance.

### Présidence de François Mitterrand
La relance Mauroy fait à nouveau augmenter les dépenses publiques qui atteignent presque 5 % de croissance en 1982, avant de rechuter lors du tournant de la rigueur.
La décentralisation en France engagée à partir de 1982 par Gaston Defferre provoque, en même temps qu'un accroissement des responsabilités des collectivités territoriales, une augmentation de leurs dépenses. Elles passent ainsi de 370 milliards de francs à cette date (soit environ 56 milliards d'euros) à 196 milliards en 2015 (229 milliards d'euros, intercommunalités incluses).
Les dépenses augmentent de 4 % en 1993 à la suite de la récession.

### Présidence de Jacques Chirac
La croissance de la dette publique alourdit les charges d'intérêt. Elle atteint son point le plus élevé en 1996, à 3,6 % du PIB. Le poids se replie à partir de cette année.
En 2003, les dépenses sociales représentent 22 du PIB, soit 41,2 % du PIB.Les services publics généraux représentent 13,8% du total des dépenses publiques (7,4 % du PIB), dont 35,8 % en 2005 pour le versement des intérêts.
Les dépenses publiques se stabilisent et amorcent un reflux entre 2004 et 2007. Elles passent de 53,2 % à 53,4 % entre 2004 et 2005, puis baissent à 52,7 % et 52,3 % en 2006 et 2007. Les recettes publiques passent elles de 49,6 % à 2005 entre 2004 et 2005, se stabilisent en 2006, et redescendent à 49,6 % en 2007. Le niveau des prélèvements obligatoires augmente, passant de 43,2 % en 2004 à 43,6 % en 2005, puis 43,9 % en 2006.

### Présidence de Nicolas Sarkozy
En 2009, les dépenses publiques passent d'une augmentation de 1 % à 4 %.
En 2010, les dépenses publiques progressent de 0,9 % uniquement.
Le service de la dette passe sous les 2,5 % du PIB en 2009 et 2010, afin de réaugmenter à plus de 2,6 % point à partir de 2011 du fait de l'accroissement de la dette publique.
En 2011, la structure de la dépense publique est la suivante : 6 % d'investissement, 34 % de fonctionnement, 46 % de prestations sociales, 5 % de charges d'intérêt, 10 % d'autres dépenses.
Les dépenses des collectivités locales sont de 199 milliards en 2010. Elles passent à 204 milliards en 2011, 210 milliards en 2012, 218 milliards en 2013. Elles entament alors une décrue jusqu'en 2016, de 218 milliards en 2013 à 217 milliards en 2014, puis 215 en 2015 et 212 en 2016. Elles repartent à la hausse en 2017, à hauteur de 218 milliards.
Entre 2007 et 2011, les dépenses publiques croissent de 0,6 % en moyenne.

### Présidence de François Hollande
Le taux de croissance des dépenses publiques chute puis se stabilise durant la présidence de François Hollande. De 3 % en 2012, le taux de croissance passe à 1,5 % environ en 2013, puis 1,4 % en 2015, puis à peu près 1 % en 2016, en valeur. De 414,30 milliards d'euros en 2011, les dépenses passent à 370,90 milliards en 2013, puis 379,70 en 2014, 372,95 en 2015, et 409,10 en 2016.
Le recul de la charge d'intérêts permet de faire baisser la part des dépenses publiques dans le PIB de 56,7 % à 56,4 %.
A mi-mandat, les dépenses publiques ont augmenté de 37 milliards sous François Hollande.
En 2016, les dépenses publiques de l'ensemble des administrations françaises ont atteint 56,4 % du PIB, contre 44,3 % pour les prélèvements obligatoires. Le déficit public a  été de 3,4 % du PIB. La France se situe en matière de niveau de dépenses publiques au deuxième rang de l'OCDE derrière la Finlande.
Le taux de croissance de la dépense publique à champ courant (hors création de France compétences et hors mesures de soutien et de relance, hors crédit d'impôt) est de 1 % sous François Hollande, contre 1,4 % sous Nicolas Sarkozy et 2,1 % sous Jacques Chirac (deuxième mandat).

### Présidence d'Emmanuel Macron
En 2017, les dépenses publiques françaises sont constituées à 38 % par celles de l’État central, 18 % celles des administrations publiques locales, et 44 % celles des administrations de sécurité sociale.
Les dépenses publiques, en points de PIB, passent de 56,5 % en 2017 à 55,7 % en 2018, puis 55,6 % en 2019. Elle augmente fortement en 2020 du fait de l'engagement de l’État dans la crise du Covid-19.
Les recettes publiques, elles, passent de 53,5 % à 53,4 %, puis 52,6 % en 2019. Le taux de croissance des dépenses publiques en valeur est d'environ 2,5 % en 2017, puis chute à 1,3 % environ en 2018, et remonte à 2,3% en 2019.
A mi-mandat, les dépenses publiques ont augmenté de 51 milliards sous Emmanuel Macron.
Le taux de croissance de la dépense publique à champ courant (hors création de France compétences et hors mesures de soutien et de relance, hors crédit d'impôt) est de 0,9% sous le quinquennat Macron, contre 1 % sous François Hollande et 1,4 % sous Nicolas Sarkozy. Le taux de croissance des dépenses publiques, avec ce périmètre, a été de -0,9 % en 2018, 1,4 % en 2019, 1,2 % en 2020, 2,1 % en 2021, et est projeté à 0,8 % en 2022.
En tenant compte de la relance, le projet de Loi de finance française de 2020 prévoit que du fait des taux d'intérêt négatif, la charge de la dette est supposée baisser de 40,3 milliards d'euros à 38,6 en 2020 et 37,1 en 2021.